# Naissance en 1271
Naissance
- 1267
- 1268
- 1269
- 1270
- 1271
- 1272
- 1273
- 1274
- 1275

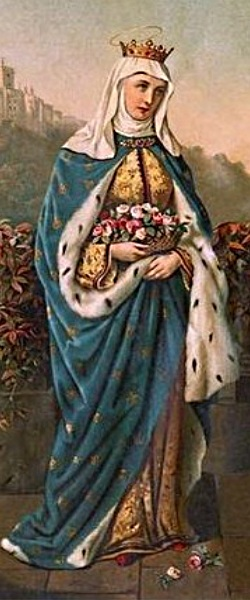
Élisabeth de Portugal, née en 1271.

Cette page dresse une liste de personnalités nées au cours de l'année 1271 :
- 13 mars : Judith de Habsbourg, reine consort de Bohême.
- 14 mars : Étienne Ier de Bavière, duc de Basse-Bavière de la maison de Wittelsbach.
- 20 avril : Hōjō Sadatoki, neuvième shikken (régent) du shogunat de Kamakura et tokusō (chef du clan Hōjō).
- 8 septembre : Charles Martel de Hongrie,  roi titulaire de Ho.grie.
- 27 septembre : Venceslas II, roi de Bohême et de Pologne.

- Song Bing, dernier empereur de la dynastie Song.
- Dalmau de Banyuls, noble catalan, condottiere, gouverneur, capitaine général, lieutenant du roi de Majorque.
- Alphonse de La Cerda, infant de Castille, dit le Déshérité.
- Miles de Noyers, seigneur de Noyers, Chablis et de Vendeuvre, comte de Joigny, grand bouteiller de France, maréchal et conseiller important des rois de France.
- Élisabeth de Portugal, reine consort de Portugal.
- Olivier II de Rohan, 9e vicomte de Rohan
- Dino Frescobaldi,  poète florentin.
- Mahmud Ghazan Khan, septième ilkhan de Perse.
- Song Gong, seizième empereur de la dynastie Song.
- Eifuku-mon In, poétesse japonaise de l'époque de Kamakura et une consort de Fushimi, le quatre-vingt-douzième empereur japonais.

## Crédit d'auteurs
- Cet article est partiellement ou en totalité issu de l'article intitulé « 1271 » (voir la liste des auteurs).